# Maison du Collège Étranger
La Maison du Collège Étranger ou Collège des Affaires Étrangères est un monument architectural néo-classique situé à Saint-Pétersbourg, à l'angle du Quai des Anglais et de la rue Galernaïa.

## Histoire
Dans les années 1750, A. Kourakine  a fait ici construire une maison à deux étages dont la façade donnait sur  la Neva. La maison était décorée dans le style baroque, avec des statues et des groupes de trophées sculptés sur le parapet et les pignons. Un bâtiment de deux étages a été construit dans la rue Galernaya ; l'entrée était conçue sous la forme d'un portail à colonnes .
Après la mort de Kourakine, le Trésor acheta la maison et y installa le Collège des Affaires étrangères (en 1802, il fut transformé en ministère des Affaires étrangères). Giacomo Quarenghi reconstruisit le bâtiment en 1782-1783, en le redessinant dans le style du classicisme. Le centre de la façade était orné de huit colonnes ioniques et d'un fronton.

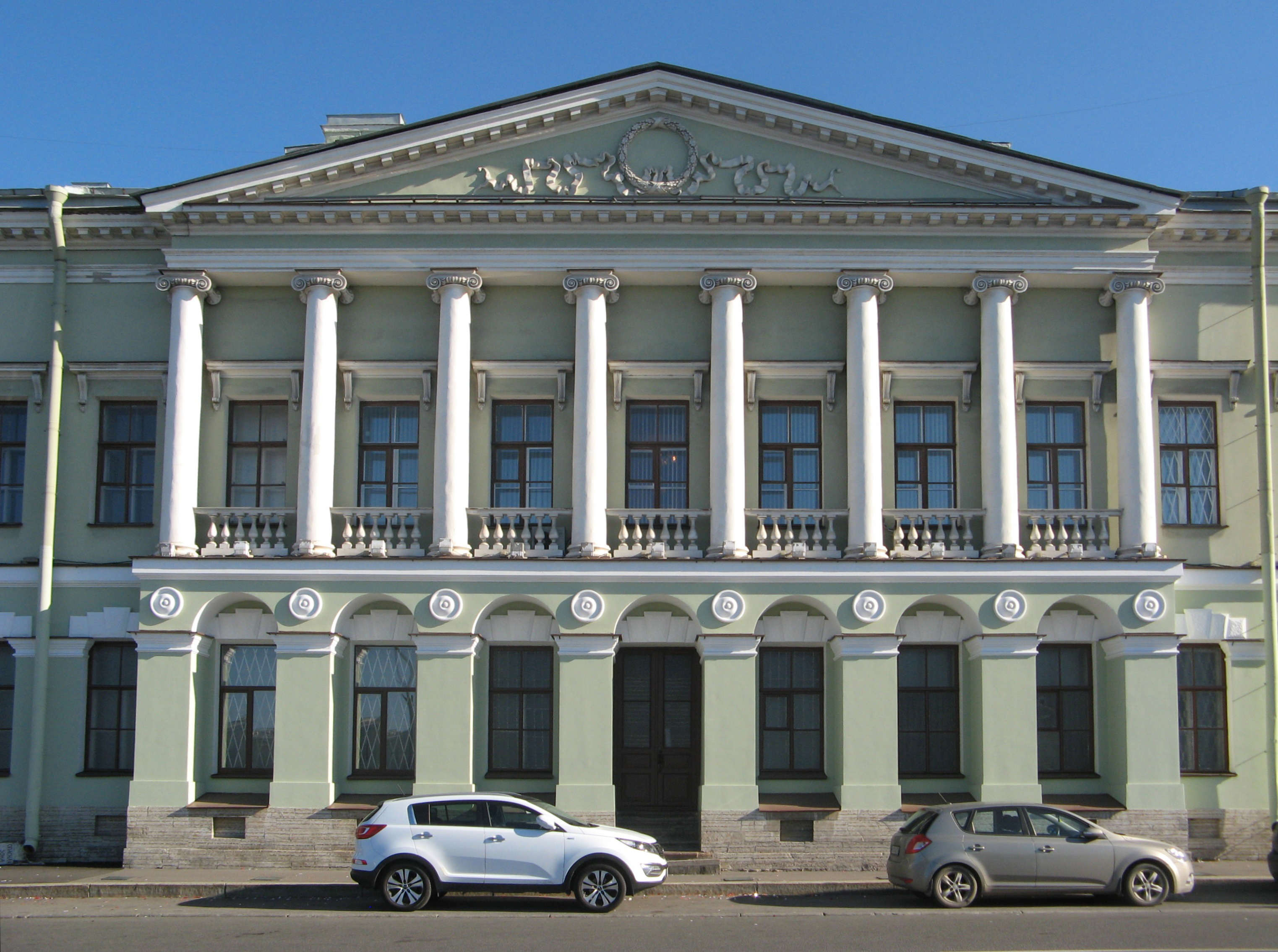
Portique, gros plan

Denis Fonvizine, Alexandre  Griboïedov, Fiodor Tioutchev ont servi dans le bâtiment, et immédiatement après le lycée - Alexandre Pouchkine et Wilhelm Küchelbecker.
Au XIXe siècle, une reconstruction interne a eu lieu dans le bâtiment de Galernaya.
De 1832 à 1855, le bâtiment abrita l'Académie militaire impériale, et de 1855 à 1904, l'Académie de l'état-major.